# Fördraget i London (1946)
Fördraget i London (engelska: Treaty of London) undertecknades i London i England i Storbritannien den 22 mars 1946 av Storbritannien och Transjordanien. Genom fördraget, som trädde i kraft den 17 juni samma år, upphörde Storbritanniens beskydd av Transjordanien. Britterna tilläts dock ha kvar armébaser i Jordanien, och fortsatte stödja Arablegionen.

### Fotnoter
1. ↑  Treaty of Alliance between His Majesty in respect of the United Kingdom and His Highness the Amir of Transjordan. United Nations Treaty Series, vol 6, pp 143–175 PDF